# Guillaume I de Marseille
Guilhem ou Guillaume, dit de Marseille, né vers 935 et mort le 21 octobre 1004 à Marseille, est le premier vicomte de Marseille mentionné à partir de la seconde moitié du Xe siècle.

## Biographie

### Origines
Guillaume ou Guilhem est le fils d'Arlulf, très probablement originaire du Viennois et arrivée en Provence avec le roi de Bourgogne-Provence,. Le nom de sa mère est inconnue. Il a pour frère Honorat, archevêque de Marseille, en 954.

### Vicomte de Marseille
Il est le premier à porter le titre vicomtal, vicescomes, en 977, titre associé par la suite à la cité de Marseille (vicecomes Massilie, « vicomte de la cité de Marseille »), en 1001,. Mazel (2008) émet l'hypothèse que cette association du titre et de la ville pourrait être antérieure. Le titre serait une concession du comte Guillaume II de Provence, afin de s'attacher cette famille.
Il voit grâce aux libéralités du comte d'Arles, ses terres s'accroître. Il commence à relever de ses ruines l’abbaye Saint-Victor de Marseille, dont les Sarrasins n'avaient pas laissé une pierre debout. Il restitue ou donne des terres et des bénéfices à l'abbaye. Guillaume finit sa vie malade et ne trouve l’apaisement qu’en se faisant moine bénédictin. Sa mort est le signal du démembrement de la vicomté de Marseille et ses héritiers continuent à enrichir l’Église.
En 972, Guillaume de Marseille et Pons de Fos, seigneur d'Hyères, vont vers le comte de Provence, Guillaume le Libérateur, et lui disent : Seigneur comte, voilà que notre terre a été affranchie du joug des païens et remise en vos mains par une donation, du roi Conrad ; nous vous prions de vous y rendre et de poser des termes entre les bourgs, les châteaux et les biens d'église.
En 973, il combat contre les Sarrasins, aux côtés de Guillaume le Libérateur, comte d'Arles et successeur de Boson II d'Arles. Il voit, grâce aux libéralités du comte d'Arles, ses terres s'accroître de la ville de Toulon et du bourg d’Hyères. Outre la ville et le territoire de Marseille, le domaine de ces vicomtes comprenait encore plusieurs autres belles terres, telles que celles de Sixfours, de Soliers, de Ceyreste, de Cuges et d'Ollières.
Le diocèse de Toulon, revendiqué par Guillaume de Marseille et Pons de Fos, est divisé en deux parties. Pons de Fos, reçoit la partie est, dite maison de Fos, qui comprend, outre Hyères, y compris les îles, les communes de La Garde, du Pradet, de Bormes, du Lavandou et de Pierrefeu.
Guillaume de Marseille fait construire à Cuers un château et des fortifications au sommet de la colline. Le vicomte de Marseille est aussi l’initiateur de la construction de l'église Saint-Sauveur d’Aubagne à la fin du Xe siècle.
Puissant seigneur il est maître d’une cinquantaine de villes, bourgs ou villages, parmi lesquels : Allauch, Aubagne, Auriol, Le Beausset, Belcodène, Fort de Brégançon, Cabasse, Cabris, La Cadière, Le Cassis, Castellet, Ceyreste, Chateauneuf-les-Martigues, Chateauneuf-le-Rouge, La Ciotat, Cuges, Evenos, Fos, Freinet, Fuveau, Gardanne, Gignac, Gréasque, Hyères, Julhans, Martigues, Méounes, Mimet, Miramas, Nans, Ollières, Les Pennes, Peynier, Peypin, Pichauris, Pierrefeu, Port-de-Bouc, Pourcieux, Pourrières, Puyloubier, Roquefort, Roquevaire, Rousset, Saint-Julien, Saint-Marcel, Saint-Maximin, Signes, Sixfours, Soliers (Solliès-Ville, Solliès-Pont, Solliès-Toucas, La Farlède), Toulon, Tourves, Trets, Venelles et Vidauban...

### L’abbaye Saint-Victor de Marseille

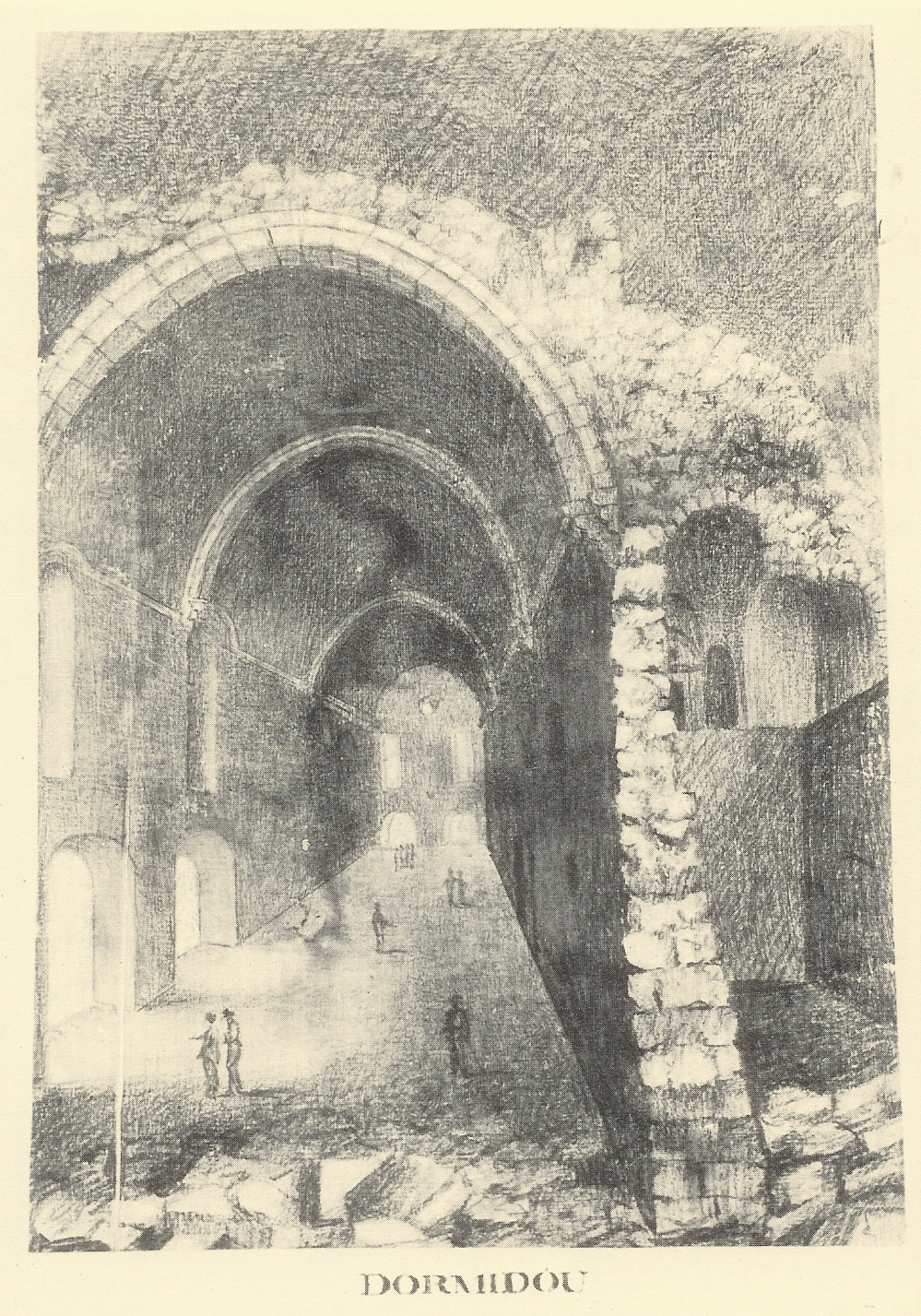
Dortoir de l’abbaye Saint-Victor de Marseille.

Guillaume et Honoratus de Marseille commencent à relever de ses ruines l'abbaye Saint-Victor de Marseille dont les Sarrasins n'avaient pas laissé une pierre debout. Les exhortations d'Uwifret, abbé de Saint-Victor, les poussent à multiplier les dépenses. Guilaume laissera à Ysarn, son successeur, la gloire de mettre la dernière main à la restauration de l'édifice.
Dans l'acte d'une donation faite à ce lieu saint, figurent les noms de Pons Ier de Marseille évêque de Marseille, fils de Guillaume et d'Hermengarde d’Arles, sa femme. Quelques historiens attribuent en grande partie les nombreuses libéralités faites par ce prince à l'église, à la terreur générale qu'inspirait alors l'approche annoncée de la fin du monde.

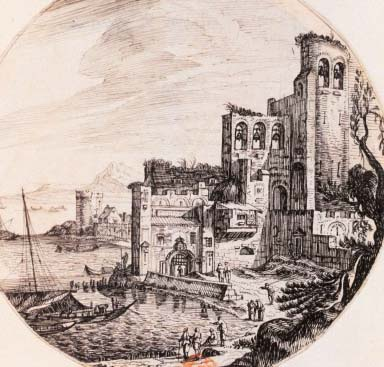
La Major de Marseille.

D'après un acte qui se trouve dans le grand cartulaire de Saint-Victor, fol. 22, Guillaume, vicomte de Marseille, donne à l'abbaye, en 1004, la moitié d'un bourg appelé Campania. Ce bourg était, suivant Antoine de Ruffi, entre Bouc, Cabriès et Les Pennes. Toutefois, d'autres localités portaient le nom de Campania, entre autres les deux prieurés de Saint Jean et de Saint-Paul, dans le diocèse d'Apt. Je crois que Villa nono correspond à Venelles, avec d'autant plus de raison qu'il y a dans le même territoire, une colonie que le texte désigne in Petrulas, qui est Peyrolles-en-Provence, sur la Durance, d'après l'affouagement de 1200, inséré dans le liber Pergamenorum de la cour des comptes. Villa nono et Campania dépendent peut-être du diocèse d'Aix-en-Provence. L'Église y a cinq colonies.

### La fin de sa vie
Guillaume passe toute sa vie dans la prière, dans de stériles contemplations. 
Comme son frère, Honorat, et son fils Pons sont évêques de Marseille, l'administration des deux villes, haute et basse est presque sous une seule autorité et reste dans la famille vicomtale. Une grave maladie acheva de troubler la raison de Guillaume. Il ne recouvre la paix de son âme qu'après un renoncement complet aux choses de ce monde. Il se fait couper les cheveux, endosse l'habit de Saint-Benoît, assure de nouvelles et considérables donations au monastère.
En 1004, sur son lit de mort il demande sa conversion et l'intégration à la communauté de Saint-Victor, en présence de son épouse et de ses enfants.
Guillaume de Marseille meurt le 15 octobre 1004/1005, à Marseille. Son corps est inhumé dans l’abbaye Saint-Victor de Marseille.

## Famille

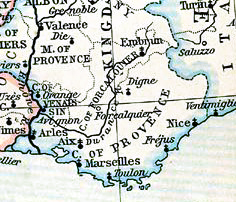
La Provence au XIIe siècle.

Guillaume de Marseille se marie deux fois : (1) Belilde/Belielde (Billielis/Belieldis), et (2) Ermengarde.
Du premier mariage :
- Pons Ier (vers 950-1015), évêque de Marseille, en 976, puis moine à l’abbaye Saint-Victor de Marseille ;
- Guillaume II Guillaume (vers 952-1047), devient vicomte à la mort de son père en 1004 ;
- Fulco  (vers 955- après 1018), vicomte, qui se marie le 23 avril 1005 avec Odile de Vence, dont il a peut-être une fille, Briande, mariée à Loup d’Espagne, comte de Luna. Les comtes de Luna sont des descendants des rois de Navarre. Avec son aide, Guillaume II de Provence part en guerre contre son oncle, Pons de Fos. Le comte Guillaume le pieux est tué dans les combats, en 1018 ;
- Billielis (vers 960-1036) mariée avant 1087 avec Adalelme d’Avignon, juge, Judex Provinciae à Avignon, en 1002. Il est le fils d’Adalbert, juge de Provence à Avignon et de Teucide de Vence. Elle est l’une des ancêtres des Sabran ;
- (hyp) Arlulfe ou Arnulphe, seigneur de Pierrefeu, d’où les seigneurs de Garéoult, Signes, La Garde[13].

Du second mariage :
- Astrude (vers 995-1055), mariée en 1004 à Lambert, seigneur de Vence, dit Barbeta, fils d’Amic de Vence et de Belletrude. (hyp) Veuve elle se marie en secondes noces avec son cousin germain, Guy de Fos, fils de Pons de Fos (vers 945-1025) et de Profecta de Marignane. Ils ont cinq fils : Pons, Guillaume, Guy, Amiel de Fos et Rostan de Fos archevêque d'Aix (1056-1085) ;
- (?) Aicard, décédé avant 1008.

Sa mort est le signal du démembrement de la vicomté de Marseille. Pons, son fils, et Billiélis, sa fille, ont en partage quelques places du district. La ville basse et le restant du fief échoient, par portions égales, à ses autres enfants Guillaume et Fulco.
Les héritiers se distingueront d'ailleurs par les mêmes prodigalités envers les couvents et les églises. Ils cèderont notamment à l’abbaye Saint-Victor de Marseille, en 1014, les églises de Saint-Mitre, de Saint-Martin et de Saint-Laurent, situées sur le territoire d'Aubagne, et une partie de leurs droits seigneuriaux sur Pourcieux, Peynier, Ollières, Saint-Andiol et La Môle, ainsi qu'un droit de pêche dans l’Huveaune, depuis l'embouchure du Jarret jusqu'à la mer. En outre, ils lui feront restituer la terre de Maravilhan, que leur avaient léguée Sifroi, seigneur provençal, et sa femme Exlemba, et dont quelques particuliers s'étaient emparés. Sous ces deux vicomtes, Marseille et témoin seront d'une cérémonie en 1043 dont une bulle a conservé le souvenir. Guillaume et son frère Honoré avaient entrepris la restauration de l'église de Saint-Victor, détruite par les Normands au IXe siècle. Ysarn, le nouveau prieur de Saint-Victor, Guillaume II et Fulco auront la gloire d'achever l'œuvre commencée par Viffred et Guillaume de Marseille, et la dédicace de l'édifice donna lieu à l'une des plus belles fêtes religieuses que l’on ait vues, au dire de la bulle.